# Thur (Alsace)
 For alternative betydninger, se Thur. (Se også artikler, som begynder med Thur)
Thur er en flod i departementet Haut-Rhin i Alsace i Frankrig og en af Ills sidefloder fra venstre. 
Thur har sit udspring i Vogeserne, og løber gennem landsbyerne Thann og Cernay. 
Floden munder ud i Ill, nær Ensisheim nord for Mulhouse. Ill er en sideflod til Rhinen.
47°52′34″N 7°20′35″Ø / 47.8761°N 7.3431°Ø